# Cibi

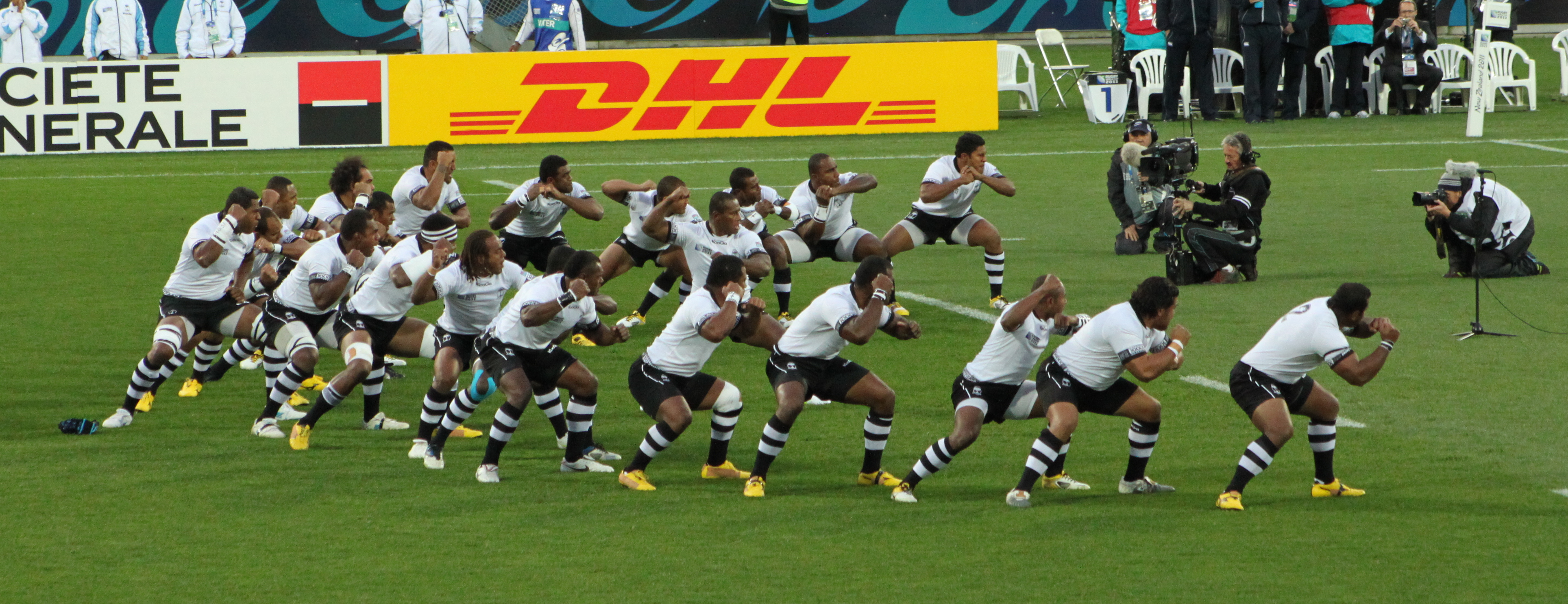
La selección de rugby de Fiyi realizando el cibi antes de un partido

El cibi es una danza fiyiana de guerra generalmente realizada antes o después de una batalla. Se ha hecho popular al ser realizada por el equipo nacional de rugby de Fiyi antes de cada partido.

## Orígenes
El origen del cibi data de los tiempos bélicos entre los fiyianos y sus vecinos del Pacífico, así como las guerras acontecidas entre las diferentes tribus del país. Al volver a sus hogares, los guerreros fiyianos celebraban sus victorias desplegando banderas: una por cada enemigo vencido. Ahí eran recibidos por las mujeres fiyianas que cantaban canciones y realizaban gestos corporales. El cibi se realizaba antes de la batalla a manera de inspiración para las tropas, pero se lo cantaba aún con más energía cuando las tropas regresaban victoriosas a sus lugares de origen.
Se empezó a utilizar por la selección de rugby de Fiyi en 1939, durante en una gira por Nueva Zelanda, para contrarrestar el haka de los All Blacks.